# Stepanivka, Huleaipole
Stepanivka (în ucraineană Степанівка) este o comună în raionul Huleaipole, regiunea Zaporijjea, Ucraina, formată numai din satul de reședință.

## Demografie
Componența lingvistică a comunei Stepanivka
     Ucraineană (92,57%)
     Rusă (6,76%)
     Alte limbi (0,51%)
Conform recensământului din 2001, majoritatea populației comunei Stepanivka era vorbitoare de ucraineană (92,57%), existând în minoritate și vorbitori de rusă (6,76%).